# Donald Winnicott
Donald Woods Winnicott (Plymouth, 1896. április 7. – London, 1971. január 28.) brit gyermekorvos, gyermekpszichiáter, pszichoanalitikus és szociológus.

## Életpályája

### Család
1896. április 7-én született egy Londontól távoli, békés, tengerparti városban, Plymouthban, egy 41 éves angol kereskedő, Sir John Frederick Winnicott legfiatalabb és egyetlen fiaként. Édesanyja, Elizabeth háztartásbeli volt. Két nővére volt, Violet, aki 5 évvel, Kathleen, aki 7évvel volt idősebb nála. Az életében fontos szerepet játszott még a dadája, Delia, akivel 50 éven keresztül tartotta a kapcsolatot. A család anyagi jólétét az apai nagyapa alapozta meg, aki kereskedelmi és szállítmányozási céget alapított. Édesapja testvérével kibővítette a céget, egyebek között saját édességet árultak Winnicott csemege néven. Vagyoni helyzetükből adódóan nagy kertekkel övezett környéken laktak egy hatalmas házból és négyszintes kertből álló rezidenciájukon. Édesapja többek között közéleti tevékenységet is folytatott, tagja volt a városi tanácsnak és két cikluson keresztül polgármesteri tisztséget is betöltött.

### Iskolák
Winnicott sokoldalú és tehetséges volt, zenélt, nagyon jól rajzolt, kiválóan sportolt. Bentlakásos iskolába járt, ahol Darwint olvasott, majd Cambridge-be ment orvosegyetemre, de az első világháború miatt meg kellett szakítania a tanulmányait. A Brit Királyi Haditengerészetnél szolgált, mint hajóorvos-asszisztens. Végül 1923-ban befejezte tanulmányait, ugyanebben az évben megnősült (Alice Taylor), valamint elnyert egy állást a Paddigton Green Gyermekkórházban, Londonban, ahol az 1960-as évek végéig dolgozott. Még ugyanebben az évben megkezdte saját analízisét James Stracheynél, ami körülbelül 10 évig tartott, majd később Joan Riviere-hez járt analízisbe. 1934-ben megszerezte a felnőttanalitikus címet és tagja lett a Brit Pszichoanalitikus Társaságnak, majd 1935-ben megszerezte a gyermekanalitikus címet is.

## Munkássága
Az 1940-es években szakítás fenyegetett a Brit Pszichoanalitikus Társaságon belül, az egyik oldalon az ortodox freudisták (Sigmund Freud követői), a másik oldalon a Klein-követők (Melanie Klein követői) álltak, azonban 1945-ben a második világháború végén megoldás született, három többé-kevésbé barátságos csoport alakult ki: a freudisták, a Klein-követők és a „közép” vagy „mérsékelt” csoport, ahova Winnicott is tartozott. A második világháború után a Pszichoanalízis Londoni Klinika Gyermek Osztályának igazgatója lett, és kétszer volt elnöke a Brit Pszichoanalitikus Társaságnak 1956–1959 és 1965–1968 között.

### Fejlődés
Míg Freud arra mutatott rá, hogy a pszichoneurózisok eredetét az első érési időszak személyközi kapcsolataiban kell keresni, vagyis a kisgyermekkorban, addig Winnicott a csecsemőkori fejlődés sikertelenségéhez kapcsolódó mentális megbetegedésekkel foglalkozott elsősorban. Winnicott a csecsemő- és kisgyermekkori érést pozitív folyamatnak nevezte, vagyis a veleszületett lehetőségek minél teljesebb kibontakoztatásának. Ezt a kibontakoztatást szerinte az „elég jó” anyai gondoskodás és környezet biztosítja. Azonban, ha ez a környezet „nem elég jó”, akkor ez a természetes folyamat megakad, a fejlődés kényszerpályára kerül. A csecsemő, az anya támogatása nélkül csak a maga éretlen módján tud védekezni, és ennek következményeit látjuk a különböző mentális megbetegedésekben, illetve a belső világ nagyon sérülékeny szerveződésében. Ez a természetes érési folyamat negatívja. A fejlődés az integráció, a függetlenség, azaz az érés irányába halad.

### Átmeneti tér
A potenciális tér a fejlődéshez tartozó fogalom, és az anya-gyerek közötti játékhoz kapcsolódik. A kapcsolatok fejlődése a játék természetének változásával jár. A játéktér egy potenciális tér az anya és a csecsemő között, amely összekapcsolja az anyát és a csecsemőt. Winnicott szerint ahhoz, hogy az anya-csecsemő egységből az anya és csecsemő állapotba való átmenet ne járjon súlyos fejlődési következményekkel, szükség van egy hipotetikus (potenciális) térre kettőjük között. Ez a tér mindig potenciális, mert olyan lelki állapot jellemzi, amely egy kétségbevonhatatlan paradoxont fejez ki: az anya és csecsemő egy, és az anya és csecsemő kettő. Winnicott szerint ez egyben azt implikálja, hogy a szelf („önérzékelés”) bontakozását és az én – nem én elkülönülését már kezdetektől két különböző anyai funkció fedi le, a környezeti anya (ez a nyugodt időszakok funkciója) és a tárgy-anya (izgatott időszakok funkciója). A tárgy-anyának kell túlélnie a támadásokat és a rombolást. Ez a rombolás nem csak arról szól, hogy a csecsemő elpusztítja a tárgyat, hanem arról is, hogy mindeközben a tartalmát birtokolni is akarja (a szeretet agresszív eredete). Olyan pszichológiai képesség kialakulásáról van szó, mely szerint a csecsemő az egybetartozást és a különállást dialektikusan észleli, a létrehozás és a jelentésadás folyamatában. Az átmeneti tárgy szerepe ebben a folyamatban a szeparáció tudomásulvétele, de egy új egység megteremtése is egyben.

### Átmeneti tárgy
Winnicott a tárgykapcsolati elméletek egyik jeles képviselője volt, aki a belső tárgy (Melanie Klein) fogalma mellett bevezette az átmeneti tárgy fogalmát. Az átmeneti tárgy az anyától elszakadó, leváló gyermek anyapótló viselkedése és tárgyai. Az átmeneti tárgy lehet a hüvelykujj, az ököl, a lepedő egy darabja vagy bármi más, az ötödik és a kétéves kor közötti időszakban, amit a gyermek a külső világ és a belső világ találkozási pontján tart. Az ilyen átmeneti tárgyakkal szemben a gyermeknek hol szeretet-megnyilvánulásai, hol pedig destruktív kitörései vannak. Ahhoz, hogy az átmeneti tárgy jelentőssé és jelentéstelivé váljon szükséges egy megfelelő külső tárgy – az anya – jelenléte. Az ilyen megfelelő tárgyat nevezte Winnicott "elég-jó-anyának". Az elég-jó-anya nem egy tökéletes gondozó, hanem sokkal inkább olyan valaki, aki aktívan képes alkalmazkodni csecsemője szükségleteihez, majd ezt a csecsemő igényeinek megfelelően képes fokozatosan csökkenteni. Az átmeneti tárgy révén a csecsemő képessé válik különbségek és hasonlóságok elfogadására. Az átmeneti tárgy a fejlődés átmeneti szakaszát jelöli, jelenti, vagyis átmenet a tárgyhoz kapcsolódástól a tárgyhasználatig. Az átmeneti tárgy egyszerre szimbólum és valóságos, konkrét tárgy, lényege nem a szimbolikus értékében rejlik, hanem a konkrétságában. A gyermek az átmeneti tárgy segítségével megtapasztalja az én és nem én szétválasztását, megtanul megbirkózni a feszültségeivel (rájön arra, hogy a frusztráció csak bizonyos ideig tart: az anya visszatér hozzá), illetve támogatást kap az anyától való leváláshoz, az önállósodásához.

### Hamis szelf
Ha az anyai működés „nem elég jó”, akkor a „legbelső mag” védelmében létrejön a hamis szelf. A csecsemő saját gesztusait a másik gesztusaival helyettesíti, valódisága a másikkal való tökéletes azonosuláson alapul. Kialakul egy működőképes szelf, ami a valódi szelf védelmére hivatott.

### Az antiszociális hajlam eredete és természete
A második világháborúban a német támadás ideje alatt Winnicott tanácsadó volt a londoni gyerekek számára, a kormány által készített kimenekítési programban. Ezen program során olyan gyerekekkel foglalkozott, akiket a háború miatt evakuáltak Londonból vagy a közeli nagy városokból, és így elválasztottak családjuktól. Az itt szerzett tapasztalatok jelentősen befolyásolták az érzelmi fejlődésről alkotott fogalmait, és az antiszociális hajlam mögött álló késztetésekkel kapcsolatos elméletét. Emellett munkája során bemutatták neki Clare Brittont, szociális munkást, aki később második felesége (1951) és életre szóló kollégája lett.
Noha Winnicott, összhangban a pszichoanalitikus hagyománnyal, az agressziót biológiai meghatározottságú ösztön pszichológiai megjelenésének tekintette, az elsődleges destruktivitás (romboló hajlam) nála fejlődési szakaszként, és nem veleszületett késztetésként jelent meg. Úgy gondolta, hogy az élet kezdetén az agresszivitás a testi mozgásokkal egyenlő, valamint annak kialakításában van szerepe, hogy mi az, ami a szelfhez tartozik, és mi az, ami nem. Például a csecsemő izom-erőfeszítéssel, mozgással válaszol a túl erőteljes és ismeretlen szenzoros (érezhető, érzékelhető) ingerekre, mint mondjuk az erősen megkötött pólya, születéskor a fény, a hideg. Ezek az agresszív impulzusok később egybeolvadnak az erotikus impulzusokkal, és így létrejön a primitív szeretet. Winnicott úgy vélte tehát, hogy a szeretetnek agresszív gyökere van.
Továbbá úgy gondolta, hogy a csecsemő veleszületett hajlama az aggodalom és a törődés képessége. Ezen képességek megakadásával kapcsolja össze az antiszociális hajlam kialakulását. Az antiszociális viselkedésben két fő irányt különít el, az egyikbe tartozik a lopás és a hazugság, a másikba a destruktív viselkedések. Az antiszociális hajlam nem diagnózis, hanem egy szempont figyelembevétele, ami a gyerek és környezet kapcsolatában való elakadásra, törésre utal. Az antiszociális gyerekek jellemzője, hogy személyiségükben, belső világukban nincs hely a játékra, és ezt helyettesíti az acting out (érzelmi kitörés). Az antiszociális hajlam hátterében depriváció, hosszabb, rövidebb ideig tartó nélkülözés áll. Ezekben az esetekben a segítség elsősorban a bánásmód kérdése, az „elég jó” környezet, illetve azok a személyek, akik képesek biztonságot jelentő keretet nyújtani nekik.

## Művei
- Winnicott, D., W. (1986). Babies and Their Mothers. Boston, Ma: Longman Higher Education
- Winnicott, D., W. (1985). Deprivation and Delinquency. London: Routledge
- Winnicott, D., W. (1986). Holding and Interpretation. London: The Hogaharth Press Ltd.
- Winnicott, D., W. (1986). Home Is Where We Start From. Scranton, Pennsylvania: W Norton & Co Inc.
- Winnicott, D., W. (1988). Human Nature. London:Free Association Books
- Winnicott, D., W. (1957). Mother and Child. New York, NY: Basic Books
- Winnicott, D., W. (1993). Talking To Parents. New York, NY: Merloyd Lawrence Book
- Winnicott, D., W. (1957). The Child and The Outside World. London: Tavistock
- Winnicott, D., W. (1988). The Maturational Processes and The Facilitating Environment. New York, NY: International Universitites Press Inc.
- Winnicott, D., W. (1949). The Ordinary Devoted Mother and Her Baby. London: Pamphlet
- Winnicott, D., W. (1971). Therapeutic Consultations In Child Psychiatry. London: Basic Books
- Winnicott, D., W. (1997). Thinking About Children. Massachusetts, MA: Addison- Wesley
- Winnicott, D., W. (1989). Psycho-Analytic Explorations. Cambridge, Ma: Harvard University
- Winnicott, D., W. (2002). Winnicott On the Child. Cambridge, MA: PPerseus Publishing

### Magyarul
- Játszás és valóság; ford. Biró Sándor, Széchey Orsolya; Animula, Bp., 1999 (A pszichoterápia klasszikusai)
- Kisgyermek, család, külvilág; ford. Széchey Orsolya; Animula, Bp., 2000
- Malacka. Egy kislány pszichoanalitikus kezelése; ford. Sarkadi Borbála; Animula, Bp., 2002 (Animula könyvek)
- A kapcsolatban bontakozó lélek. Válogatott tanulmányok; szerk. Péley Bernadette, ford. Alpár Zsuzsa et al.; Új Mandátum, Bp., 2004 (Pszichológiai horizont)
- Az egyén fejlődése és a család; ford. Alpár Zsuzsa et al.; Animula, Bp., 2006 (Szociális szakmai gyűjtemény)
- Otthon az, ahonnan elindul az ember. Egy pszichoanalitikus esszéi; ford. Biró Sándor, Tán-Cseh Vivien; Animula, Bp., 2019